# البناطی غربی
البطانی غربی یک روستای فلسطینی در ناحیه غزه بود که در طول جنگ داخلی ۱۹۴۷–۱۹۴۸ در فلسطین تحت‌قیمومت بریتانیا در ۱۳ مه ۱۹۴۸ توسط تیپ گیواتی طی عملیات باراک از سکنه خالی شد. این روستا در ۳۶ کیلومتری شمال شرقی غزه واقع شده بود.

## تاریخ
یکی نقل دربارهٔ البطانی نشان می‌دهد که معاویه اول، خلیفه اموی در قرن هشتم میلادی آن را به عنوان یک مزرعه توسط تأسیس کرد.

### دوران عثمانی
این روستا در نقشه ای که پیر جاکوتین در سال ۱۷۹۹ از این منطقه تهیه نمود، به صورت یک روستای بی‌نام نمایان شد.
در سال ۱۸۳۸، رابینسون البطانی غربی را به عنوان یک روستای مسلمان‌نشین واقع در ناحیه غزه یاد کرد.
در سال ۱۸۶۳، کاشف فرانسوی، ویکتور گوئرین، روستایی را که آن را البطانیٔ غربی نامید، با ۴۰۰ سکنه یافت. او همچنین به سه ستون مرمری سفید خاکستری در کنار چاه روستا اشاره کرده‌است. کنار چاه، گاوهایی بودند که آب را در سطل بزرگی بالا می‌آوردند. گورین خاطرنشان کرد که در مکان‌های دیگری در فلسطین و همچنین در تونس سیستم مشابهی را دیده‌است.
فهرست دهکده‌های عثمانی در حدود ۱۸۷۰، ۹۱ خانه و ۲۴۷ نفر جمعیت را نشان می‌دهد، البته جمعیت فقط شامل مردان می‌شود.
در سال ۱۸۸۲، بررسی صندوق اکتشاف فلسطین از فلسطین غربی، دو روستا را از خشت و «در زمینی پست، با تکه‌هایی از باغ و چاه‌ها که غربی حوض هم دارد»، توصیف کرد.

### دوران قیمومت بریتانیا
بر اساس سرشماری ۱۹۲۲ فلسطین که توسط مقامات قیمومیت بریتانیا انجام شد، البطانی غربی ۵۵۶ نفر جمعیت داشته‌است که همگی مسلمان بوده‌اند. که در سرشماری ۱۹۳۱ به ۶۶۷ نفر افزایش یافته بود که هنوز هم همه ساکنین آن مسلمان بوده‌اند.

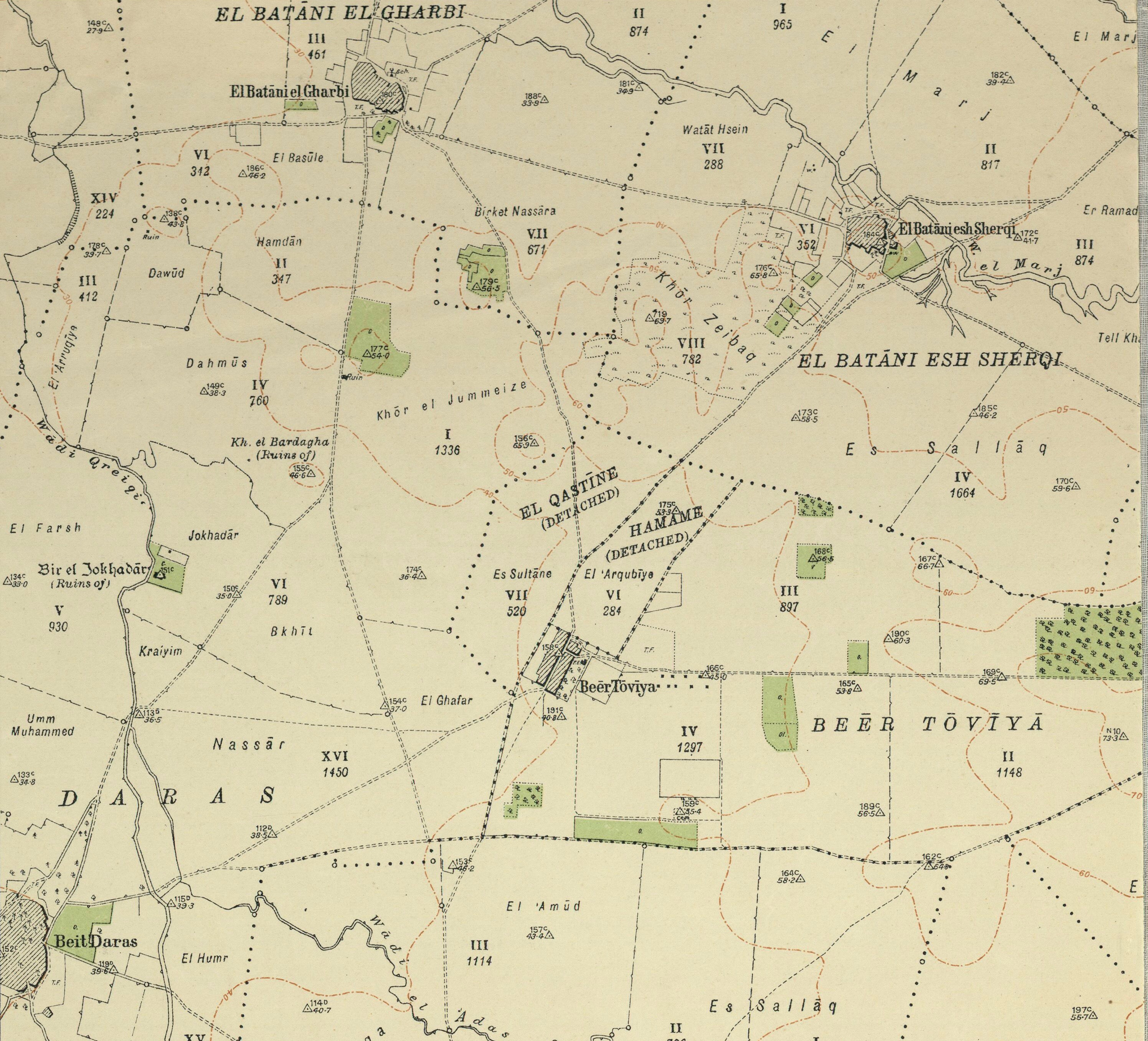
البطانی غربی ۱۹۳۰ ۱:۲۰۰۰۰

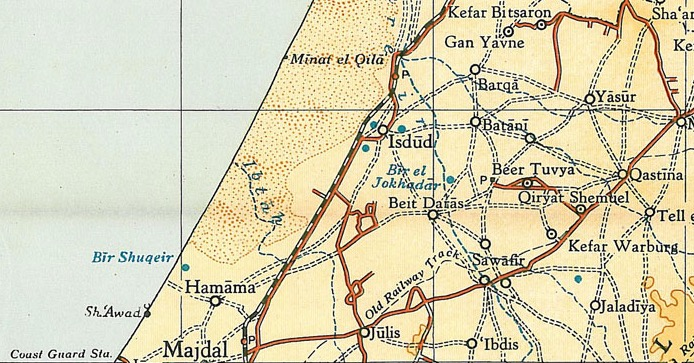
البطانی ۱۹۴۵ ۱:۲۵۰۰۰۰

بر اساس بررسی رسمی زمین و جمعیت، جمعیت روستا در آمار سال ۱۹۴۵، ۹۸۰ مسلمان، با ۴۵۷۴ دونم زمین بود. از این تعداد، ۱۷۰ دونم برای گیاهان مرکبات و موز، ۹۵ برای مزارع و زمین‌های آبیاری، ۴۱۵۲ دانه برای غلات استفاده می‌شده‌است، همچنین ۳۴ دونم به عنوان زمین‌های ساخته شده دسته‌بندی می‌شده‌است.
البطانی غربی دارای یک مدرسه ابتدایی پسرانه بوده که در سال ۱۹۴۷ تأسیس شده و تعداد اولیه آن ۱۱۹ دانش آموز بوده‌است. روستا یک مسجد هم داشته‌است.

### ۱۹۴۸ و پس از آن
در اوایل ماه مه ۱۹۴۸، کمیته ملی المجدل عربی، به روستاییان البطانی غربی، همراه با روستاییان البطانی شرقی، یاسور، بیت دراس و سه روستای صوافیر دستور داد تا در موقعیت خود بمانند.
البطانی غربی به عنوان بخشی از «عملیات رعد و برق» پالماخ (عملیات باراک) خالی از سکنه شد. هدف این بود که ساکنان عرب منطقه را وادار به «حرکت» کنند و با ضربه زدن به یک یا چند مرکز جمعیتی مهاجرت کنند، که با توجه به موج وحشتی که پس از کشتار دیر یاسین جوامع عرب را فراگرفته بود، این امر قابل پیش‌بینی بود. پس از حمله هاگانا به بیت دراس، دستور عملیاتی آن‌ها در ۱۰ مه این بود که البطانی غربی و البطانی شرقی را «با همان ابزارهای مورد استفاده در برابر اهالی عقیر، بشیت و بیت دراس مقهور کنند».
روستا در حدود ۱۳ مه ۱۹۴۸ خالی از سکنه شد. پس از جنگ این منطقه در مناطق تحت‌کنترل دولت اسرائیل ادغام شد. در اوایل سال ۱۹۴۹، امدادگران آمریکایی کوئیکر گزارش دادند که بسیاری از کسانی که در چادرهای اردوگاه پناهندگان مغازی زندگی می‌کردند، از البطانی غربی آمده بوده‌اند.
در سال ۱۹۹۲ سایت روستا توضیح داده شده‌است: «کاکتوس‌ها و درختان انجیر و چنار در این منطقه رشد می‌کنند و برخی از خیابان‌های روستا هنوز به وضوح قابل تشخیص هستند. زمین مجاور تا حدی توسط کیبوتصیکه در نزدیکی واقع‌شده‌است کشت می‌شود. یک معدن سنگ نیز در زمین‌های روستا قرار دارد.»

## کتابشناسی - فهرست کتب
- Barron, J. B., ed. (1923). Palestine: Report and General Abstracts of the Census of 1922. Government of Palestine.
- Conder, C.R.; Kitchener, H. H. (1882). The Survey of Western Palestine: Memoirs of the Topography, Orography, Hydrography, and Archaeology. Vol. 2. London: Committee of the Palestine Exploration Fund.
- Department of Statistics (1945). Village Statistics, April, 1945. Government of Palestine.
- Guérin, V. (1869). Description Géographique Historique et Archéologique de la Palestine. Vol. 1: Judee, pt. 2. Paris, L'Imprimerie Imp.
- Hadawi, S. (1970). Village Statistics of 1945: A Classification of Land and Area ownership in Palestine. Palestine Liberation Organization Research Centre. Archived from the original on 2018-12-08. Retrieved 2009-08-18.
- Hartmann, M. (1883). "Die Ortschaftenliste des Liwa Jerusalem in dem türkischen Staatskalender für Syrien auf das Jahr 1288 der Flucht (1871)". Zeitschrift des Deutschen Palästina-Vereins. 6: 102–149.
- Karmon, Y. (1960). "An Analysis of Jacotin's Map of Palestine" (PDF). Israel Exploration Journal. 10 (3, 4): 155–173, 244–253. Archived from the original (PDF) on 2019-12-22. Retrieved 2015-03-22.
- Khalidi, W. (1992). All That Remains: The Palestinian Villages Occupied and Depopulated by Israel in 1948. Washington D.C.: Institute for Palestine Studies. ISBN 0-88728-224-5.
- Mills, E., ed. (1932). Census of Palestine 1931. Population of Villages, Towns and Administrative Areas. Jerusalem: Government of Palestine.
- Morris, B. (2004). The Birth of the Palestinian Refugee Problem Revisited. Cambridge University Press. ISBN 978-0-521-00967-6.
- Palmer, E. H. (1881). The Survey of Western Palestine: Arabic and English Name Lists Collected During the Survey by Lieutenants Conder and Kitchener, R. E. Transliterated and Explained by E.H. Palmer. Committee of the Palestine Exploration Fund.
- Robinson, E.; Smith, E. (1841). Biblical Researches in Palestine, Mount Sinai and Arabia Petraea: A Journal of Travels in the year 1838. Vol. 3. Boston: Crocker & Brewster.
- Socin, A. (1879). "Alphabetisches Verzeichniss von Ortschaften des Paschalik Jerusalem". Zeitschrift des Deutschen Palästina-Vereins. 2: 135–163.

- به البطانی غربی خوش آمدید
- البطانی غربی، زکروت
- بررسی فلسطین غربی، نقشه 16: IAA , Wikimedia Commons
- البطانی غربی، از مرکز فرهنگی خلیل سکاکینی